# Elephant
Elephant er navnet på The White Stripes fjerde album.
Albummet er dedikeret til "Death of the Sweetheart" og er det eneste af The White Stripes' album, der er optaget i et studie. Det tog syv dage og foregik i et gammelt studie i England. Det er krediteret på coveret, at der ikke er brugt computere til sangskrivning, indspilning eller redigering af albummet. 
På albummet findes sangene: Seven Nation Army, Black Math, Theres No Home For You Here, I just Dont Know What To Do With Myself -B. Bacharach cover. In The Cold Cold Night-sunget af Meg White, I want To Be The Boy To Warm Your Mothers Heart, You've Got her In your Pocket, Ball and Buiscuit – med syv minutter og atten sekunder er det den længste sang The White Stripes nogensinde har indspillet. The Hardest Button to Button, Little Acorns, Hypnotize- oprindeligt skrevet af Jack White til et andet band fra Detroit. The Air Near My Fingers, Girl, You Have No Faith In Medicin og Well its True That We Love One Another -featuring Holly Golightly